# Lora Komoróczy
Lora Fanni Komoróczy, född 22 februari 2006 i Budapest, är en ungersk simmare.

## Karriär
Vid EM 2024 i Belgrad var Komoróczy en del av Ungerns lag som tog silver på 4×100 meter medley.